# عودة حميدو
عودة حميدو فيلم سينمائي سوري من إنتاج العام 1971.

## قصة الفيلم[3]
يعود (حميدو) إلى المكان الذي تربى فيه في إحدى الأحياء الشعبية بمحافظة اللاذقية، لمواجهة عصابة تحاول السيطرة على الحارة، واستراد المخدرات، وتبدأ المواجهة والمؤامرات، وينتصر عليهم (حميدو) ويخلص الحارة من شرورهم.

## فريق العمل
قصة: الأخوين رحباني
سيناريو وحوار: فيصل الياسري
إخراج: فيصل الياسري
مساعد المخرج: محمد شحاتة، حسام عكاوي
إنتاج وتوزيع: تحسين القوادري
إضاءة: جميل جبر
تركيب: عباس الحاوي
تصوير: محمود سابو، محمد الرواس
مونتاج: هيثم قوتلي
منتج منفذ: عادل قوادري

## بطولة
- ناجي جبر
- خالد تاجا
- منى إبراهيم
- سليم كلاس
- مظهر الحكيم
- نادية الكيلاني
- محمد العقاد
- محمد الدوكش
- فهد كعيكاتي
- فريدة فريد
- نزار فؤاد
- محمد خير التقي
- حسام عكاوي

## وصلات خارجية
- عودة حميدو على موقع قاعدة بيانات الأفلام العربية